# 库氏棘腹蛛
库氏棘腹蛛，又名庫氏棘腹蛛，为园蛛科棘腹蛛属的动物，原生於亞洲東部、東南部與南部的山地灌木丛、竹林及森林。本種腹部通常為黑色與灰白色斑塊相雜，斑紋多變，多數個體沿腹部中線具有Y字形黑斑。

## 外型特徵
其背甲呈黑白色的背紋，上有突出尖刺狀的棘，長相特異。會在樹枝間結垂直的圓網，蜘蛛本身會常居於網中央，靜待獵物上門。產卵時則會產在樹幹上，卵囊呈現金黃色或褐色。